# Pietralata

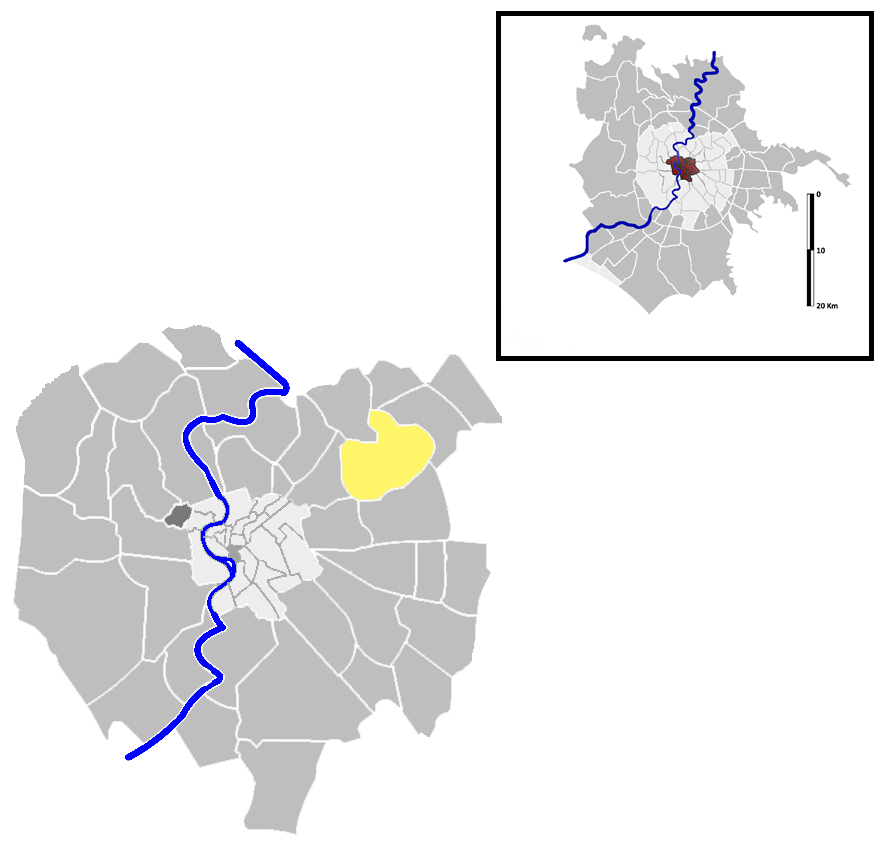
Lage von Pietralata in Rom

Pietralata ist ein Quartier im Nordosten der italienischen Hauptstadt Rom. Der Name leitet sich aus dem Lateinischen prata lata für große Felder ab. Das Quartier wird als Q.XXI bezeichnet und ist Teil von Municipio IV. Es zählt 32.748 Einwohner und hat eine Fläche von 5,9655 km².
Es bildet die mit dem Code 5.g bezeichnete zone urbanistiche, mit 14.135 Einwohnern und einer Fläche von 2,25 km².

## Geschichte
Am 13. September 1961 wurde aus Pietralata dem Ort im Suburbio S.II Nomentano das einundzwanzigste Quartier Roms.

## Besondere Orte
- Via Tiburtina
- Aqua Virgo
- Fort Pietralata
- Bahnhof Roma Tiburtina
- San Michele Arcangelo a Pietralata
- Santa Maria del Soccorso
- Sant’Atanasio a Via Tiburtina
- San Romano Martire